# Château de Montrichard
Le château de Montrichard est un ancien château fort, aujourd'hui en ruines, situé au cœur de la commune française de Montrichard dans le département de Loir-et-Cher.
Il fait l’objet d’un classement au titre des monuments historiques depuis le 14 juillet 1877.

## Localisation
Le château est bâti, au passage du Cher, sur la commune de Montrichard dans le département français de Loir-et-Cher. Il surveillait le pont, et probablement avant lui, un gué, au franchissement de la rivière par la voie perpendiculaire Blois-Loches, à 35 km à l'est de Tours.

## Historique

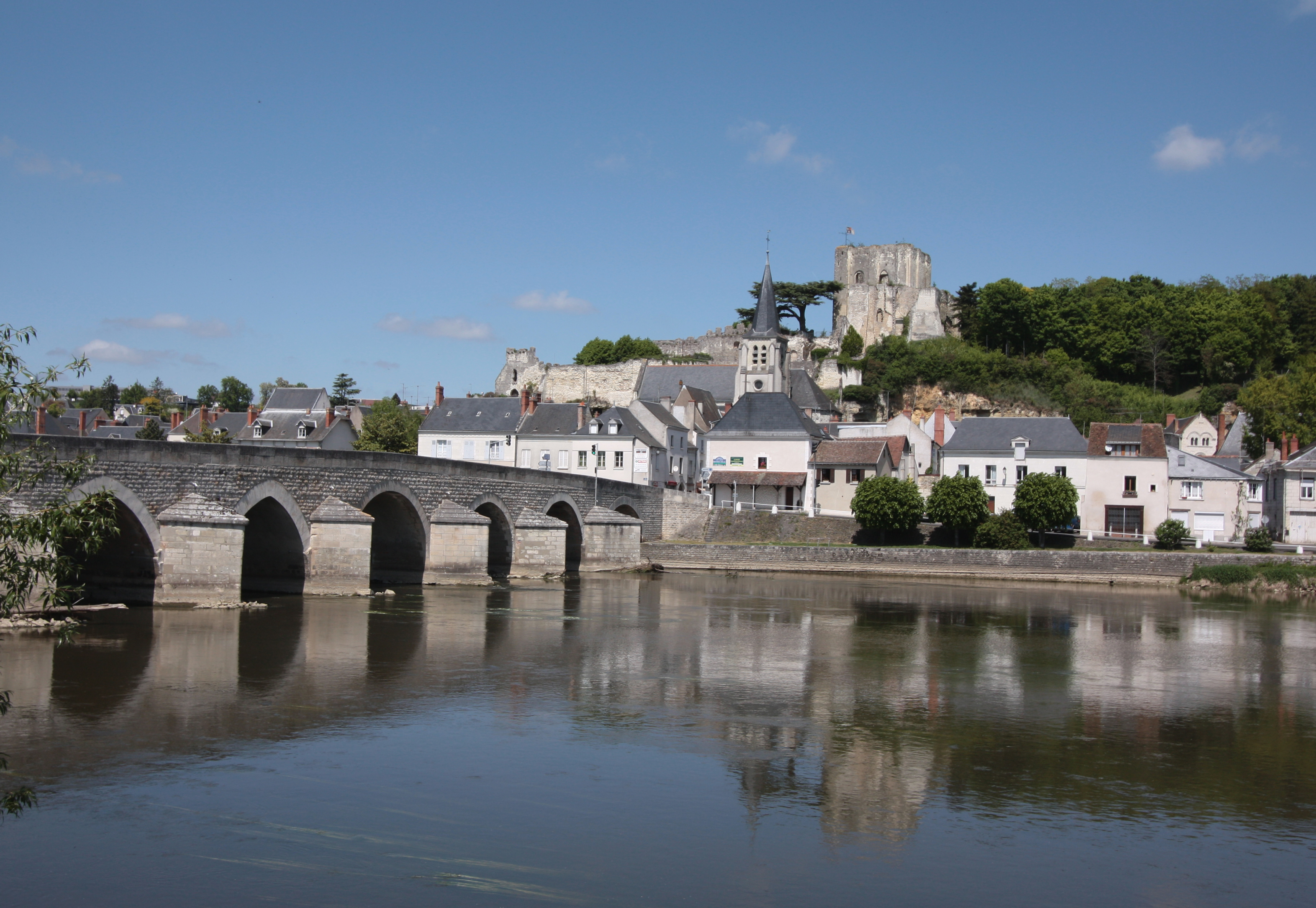
Montrichard

Le château de Montrichard a été construit au début du XIe siècle, d'abord une tour de bois, par le comte d'Anjou Foulques Nerra. Il lui servait de point d'appui dans sa lutte contre le comte de Blois, Eudes II. Le premier fidèle à qui il en confia la garde fut Roger le Diable, seigneur de Montrésor.
Au XIe siècle les seigneurs d'Amboise, fidèles des comtes d'Anjou, se rendirent autonomes et se retrouvèrent en conflit avec la plupart de leurs voisins.
Hugues Ier d'Amboise s'empara de la forteresse de Montrichard en 1109. Il fit des travaux d'agrandissement et ce sont les restes de cette forteresse que nous voyons aujourd'hui.
En 1188, le roi de France Philippe Auguste, après en avoir fait le siège, le détruit partiellement.
Montrichard et Amboise furent pendant tout le Moyen Âge les deux principales forteresses de la famille d'Amboise. Perennelle d'Amboise transmit la forteresse par mariage dans la famille d'Harcourt, à la fin du Moyen Âge.
Durant la guerre de Cent Ans, le 6 septembre 1356, le château est attaqué par les Anglais lors de la chevauchée du Prince noir.
En 1461, Louis XI échangea ses seigneuries de Gournay et de la Ferté-en-Bray contre la seigneurie et le château de Montrichard, avec Guillaume d'Harcourt-Montgommery, comte de Tancarville et vicomte de Melun († 1484 ; veuf héritier de Péronelle d'Amboise),. Le roi choisit ce château ainsi que l'église Sainte-Croix pour les célébrations du mariage de ses deux filles, Anne de France (1474) et Jeanne de France (1476).

## Description
Le château est bâti sur l'arrête qui s'allonge parallèlement à la rivière qui marque le rebord sud du plateau effilé entre la Loire et le Cher.
Le donjon carré à contreforts du XIIe siècle, est enserré par une chemise, et une seconde enceinte.
Le bourg s'étale le long du Cher, à la tête de pont, au pied de la forteresse.